# Argentinská fotbalová reprezentace
Argentinská fotbalová reprezentace reprezentuje Argentinu na mezinárodních fotbalových akcích, jako je mistrovství světa nebo Copa América. Argentina je jednou z nejúspěšnějších fotbalových zemí, třikrát vyhrála mistrovství světa (1978, 1986, 2022), dvakrát olympijské hry (2004, 2008), jednou konfederační pohár (1992) a patnáctkrát mistrovství Jižní Ameriky. Argentina je spolu s Francií jedinou zemí, která dokázala vyhrát mistrovství světa, olympijský turnaj a konfederační pohár.

## Získané trofeje
- Mistrovství světa (3×)

1978, 1986, 2022
- Olympijské hry (2×)

2004, 2008
- Copa América (16×)

1921, 1925, 1927, 1929, 1937, 1941, 1945, 1946, 1947, 1955, 1957, 1959, 1991, 1993, 2021, 2024
- Konfederační pohár FIFA (1×)

1992

## Mistrovství světa
Seznam zápasů argentinské fotbalové reprezentace na MS
| Rok    | Účast                                            | Soupisky |
| ------ | ------------------------------------------------ | -------- |
| 1930   | Stříbrná medaile                                 | Soupiska |
| 1934   | Vyřazeni v 1. kole Švédskem                      | Soupiska |
| 1938   | Bez účasti                                       | -        |
| 1950   | Bez účasti                                       | -        |
| 1954   | Bez účasti                                       | -        |
| 1958   | Nepostoupili ze skupiny                          | Soupiska |
| 1962   | Nepostoupili ze skupiny                          | Soupiska |
| 1966   | Vyřazeni ve čtvrtfinále Anglií                   | Soupiska |
| 1970   | Nepostoupili z kvalifikace                       |          |
| 1974   | Nepostoupili ze skupiny                          | Soupiska |
| 1978   | Zlatá medaile                                    | Soupiska |
| 1982   | Nepostoupili ze skupiny                          | Soupiska |
| 1986   | Zlatá medaile                                    | Soupiska |
| 1990   | Stříbrná medaile                                 | Soupiska |
| 1994   | Vyřazeni v osmifinále Rumunskem                  | Soupiska |
| 1998   | Vyřazeni ve čtvrtfinále Nizozemskem              | Soupiska |
| 2002   | Nepostoupili ze skupiny                          | Soupiska |
| 2006   | Vyřazeni ve čtvrtfinále Německem                 | Soupiska |
| 2010   | Vyřazeni ve čtvrtfinále Německem                 | Soupiska |
| 2014   | Stříbrná medaile                                 | Soupiska |
| 2018   | Vyřazeni v osmifinále Francií                    | Soupiska |
| 2022   | Zlatá medaile                                    | Soupiska |
| 2026   | Kvalifikováni (hostitel)                         | Soupiska |
| Celkem | Účast – 18× Zlato – 3×, Stříbro – 3×, Bronz – 0× |          |

## Galerie dresů

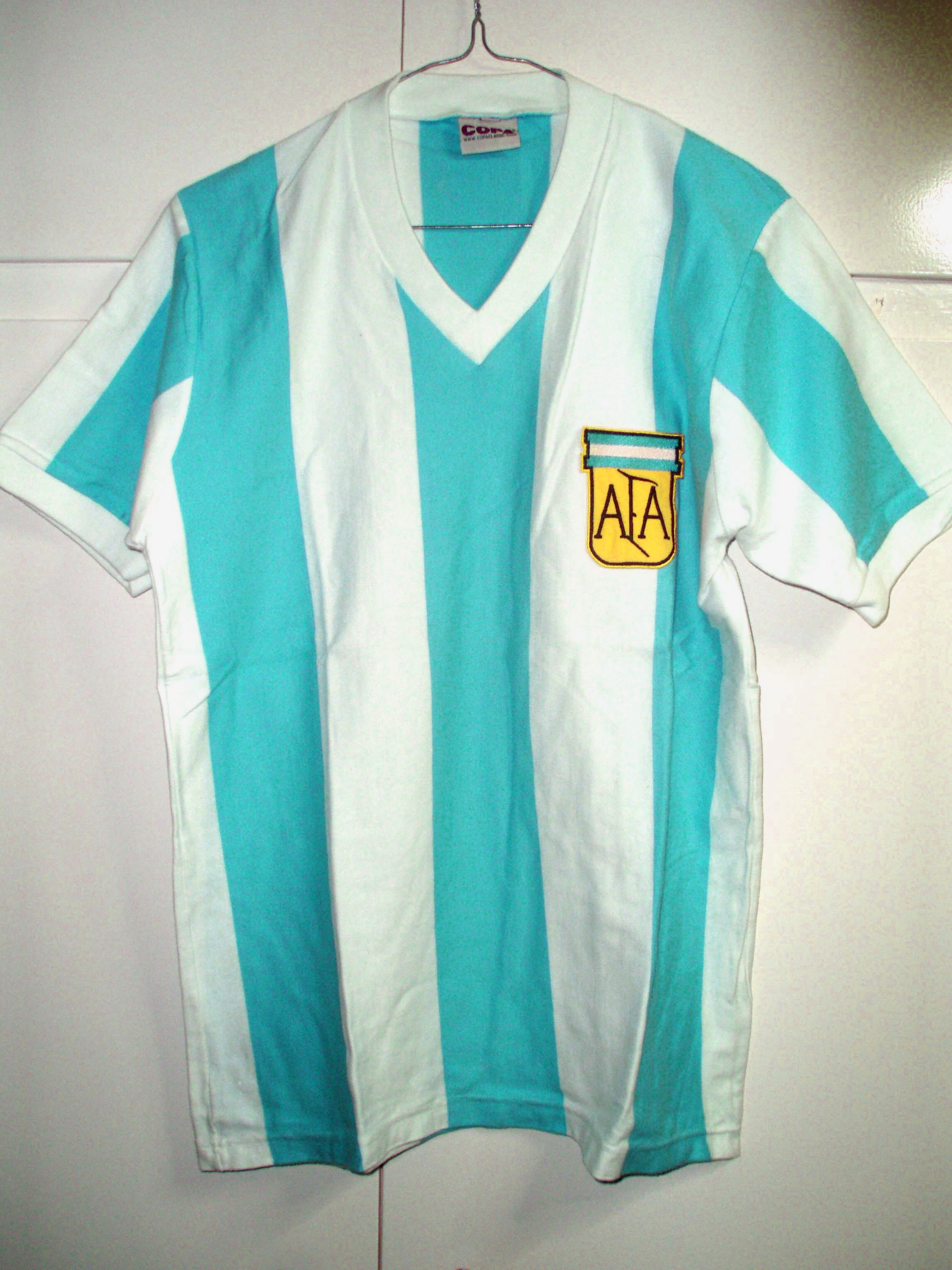
MS 1978
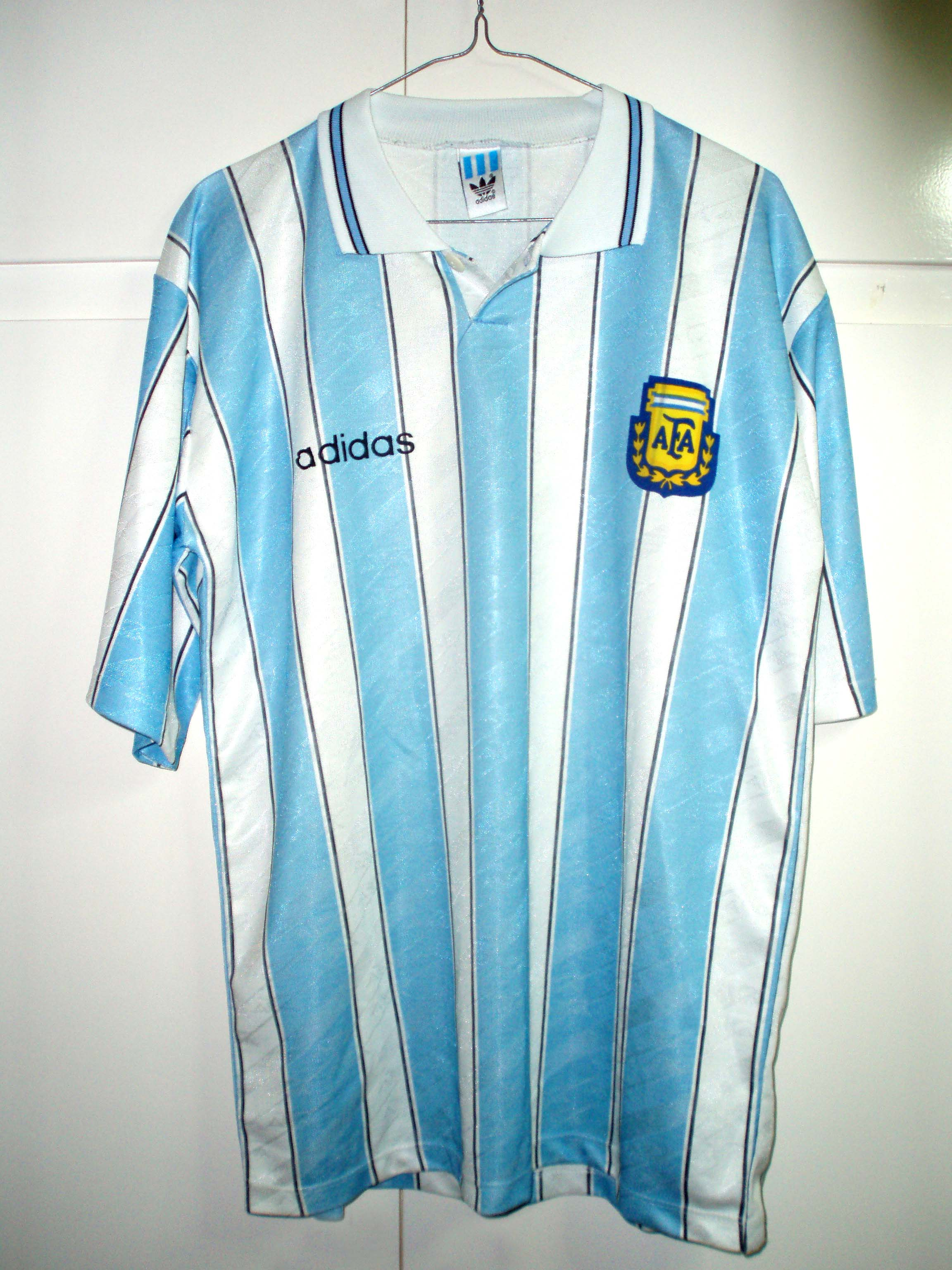
MS 1994
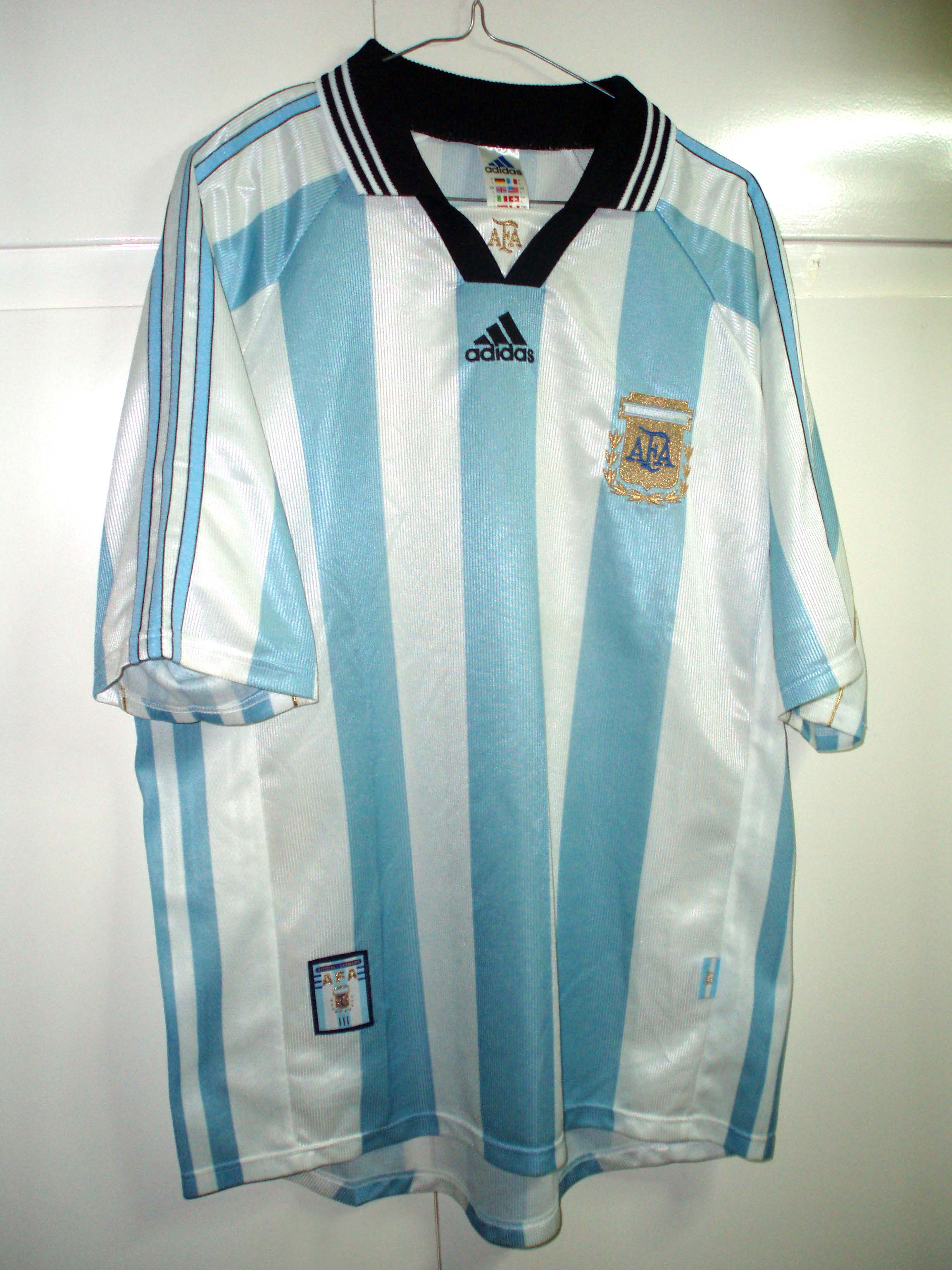
MS 1998
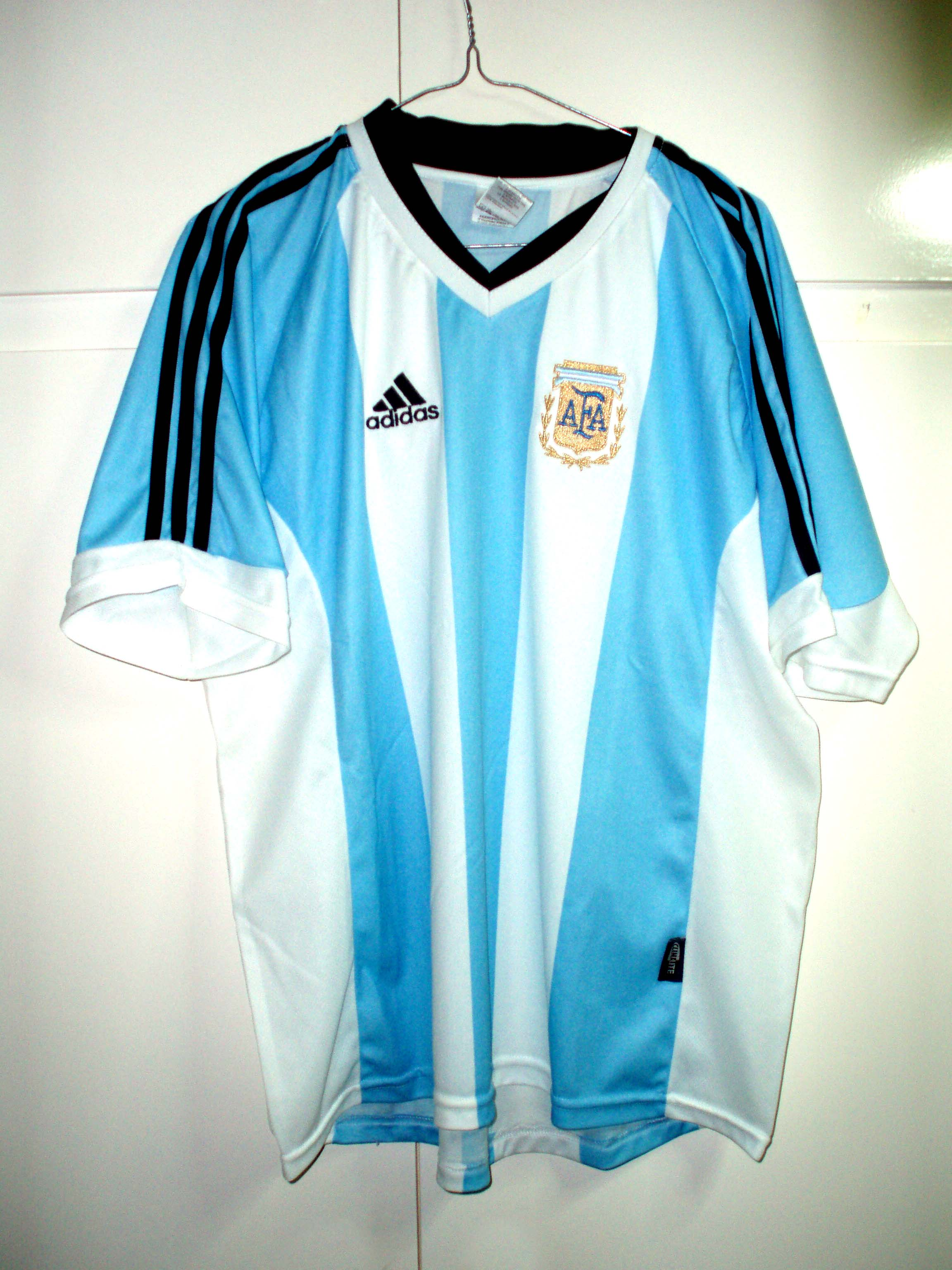
Kval. MS 2002
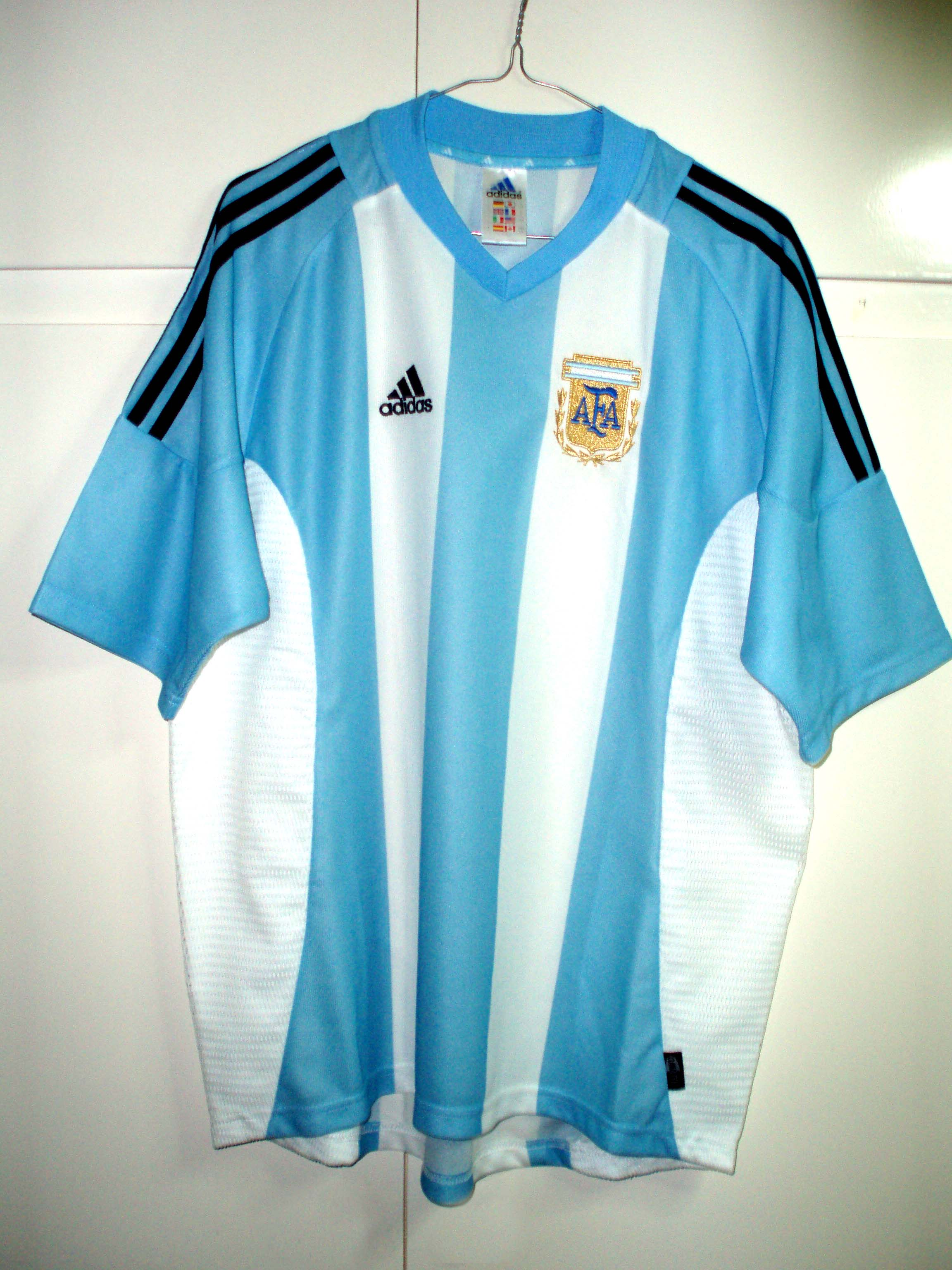
MS 2002
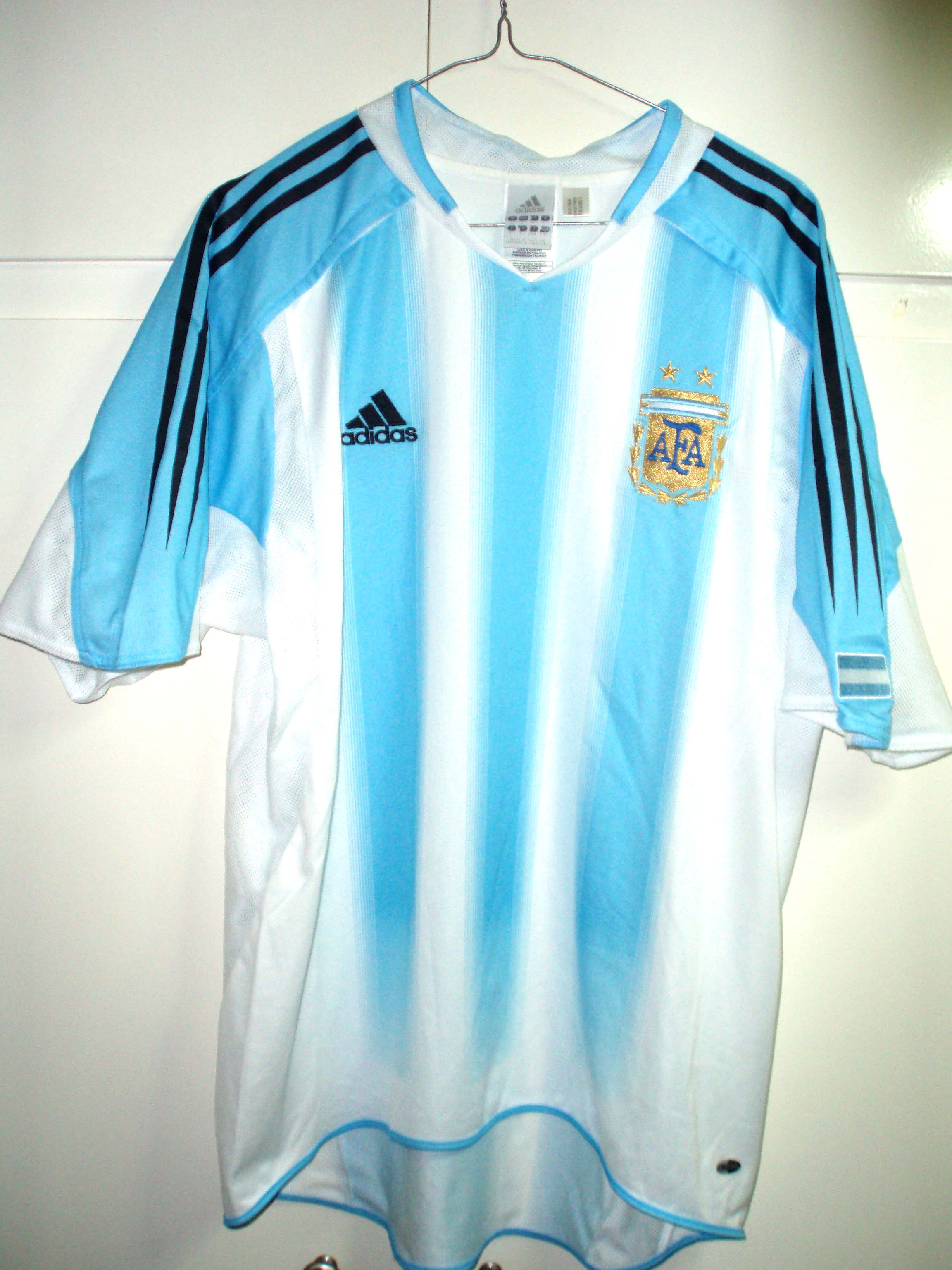
Olympiáda 2004
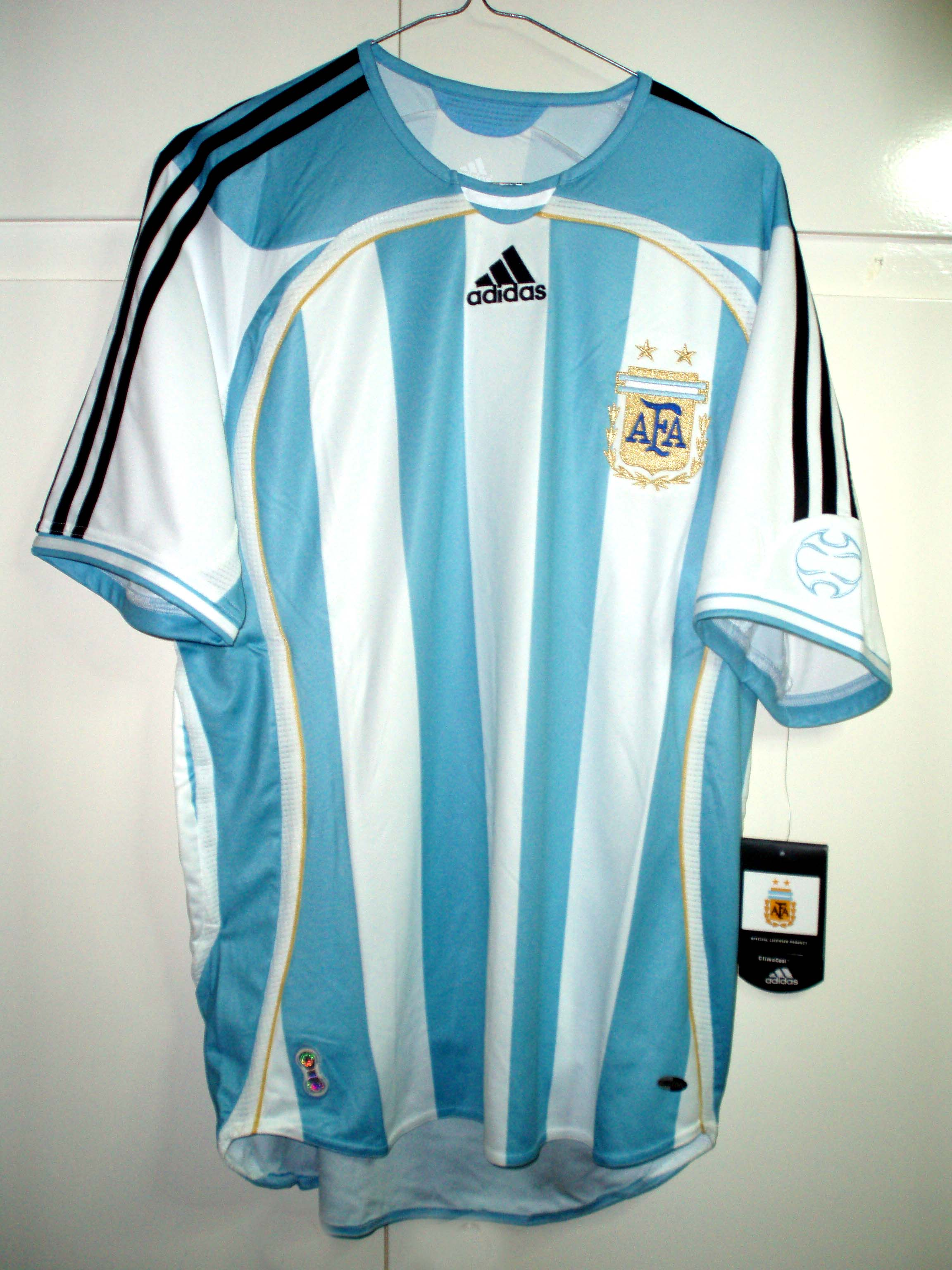
MS 2006

## Fotogalerie

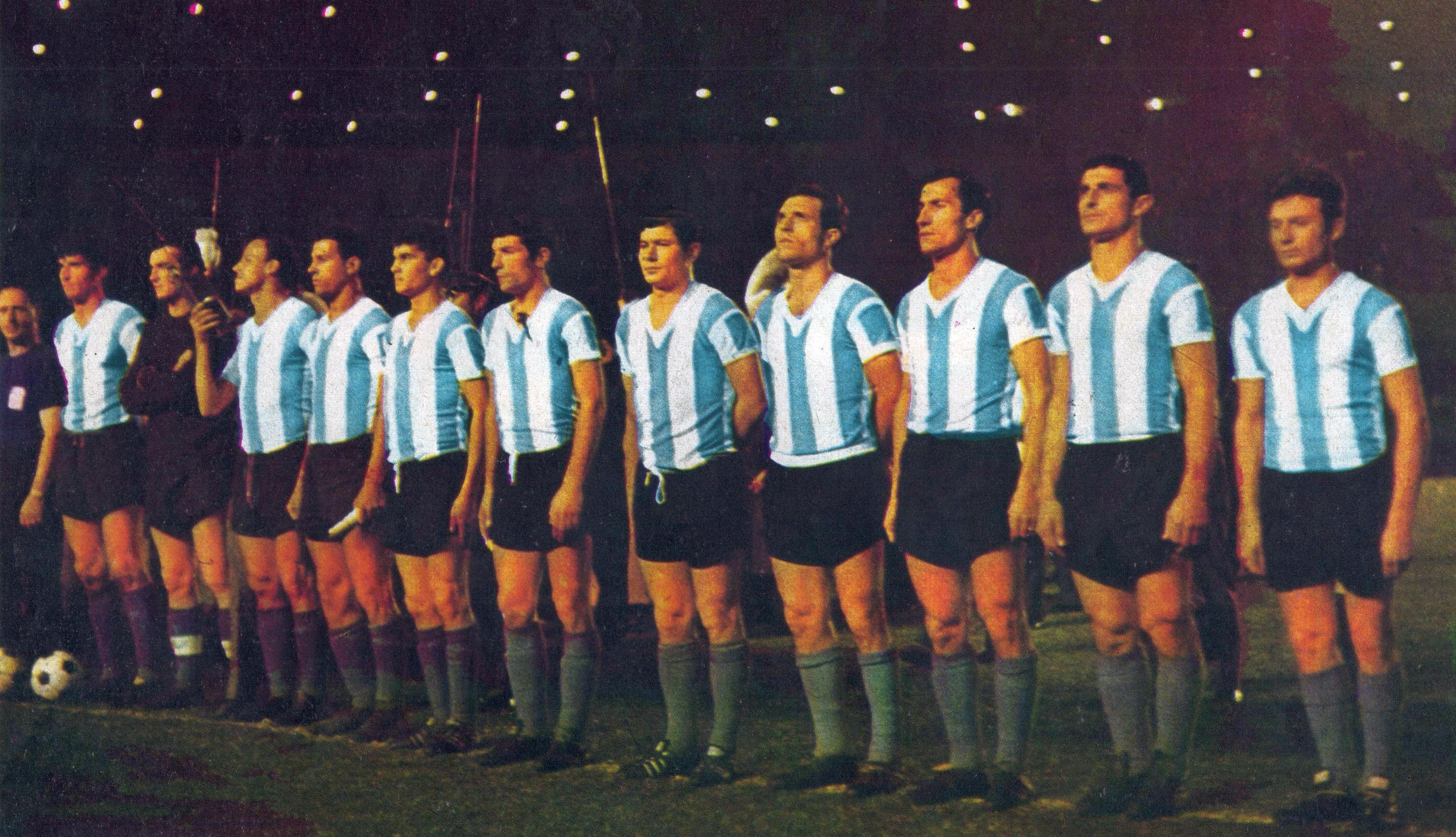
Argentinská fotbalová reprezentace 1964
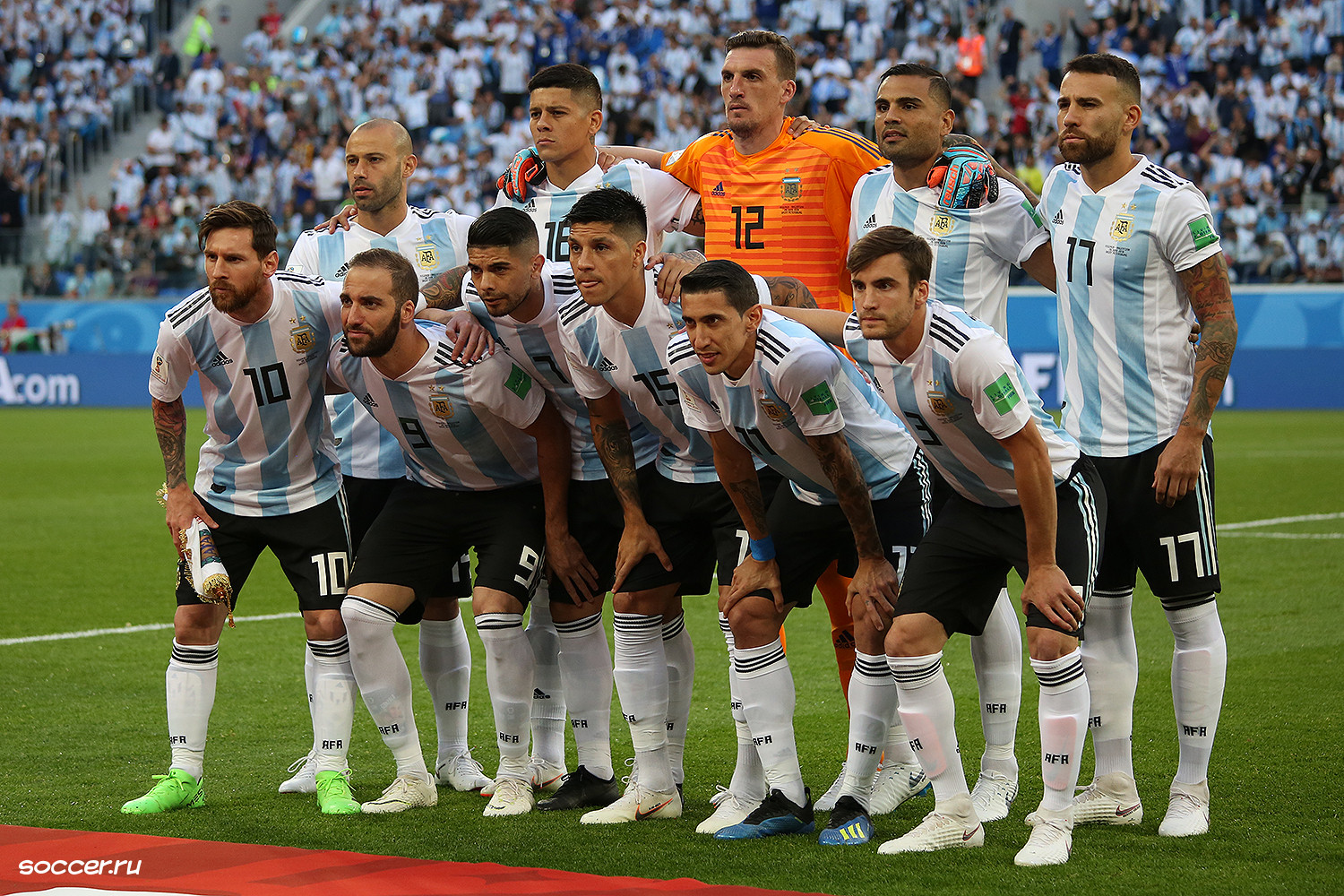
Argentinská fotbalová reprezentace 2018

## Slavní hráči
- Gabriel Omar Batistuta
- Ricardo Bochini
- Amadeo Raul Carrizo
- Hernan Jorge Crespo
- Ubaldo Fillol
- Mario Alberto Kempes
- Angel Amadeo Labruna
- Diego Armando Maradona
- Lionel Andrés Messi
- Daniel Alberto Passarella
- Sergio Agüero
- Ángel Di María
- Javier Zanetti
- Alfredo Di Stéfano
- Omar Sívori